# 슈베르트 에르뇌

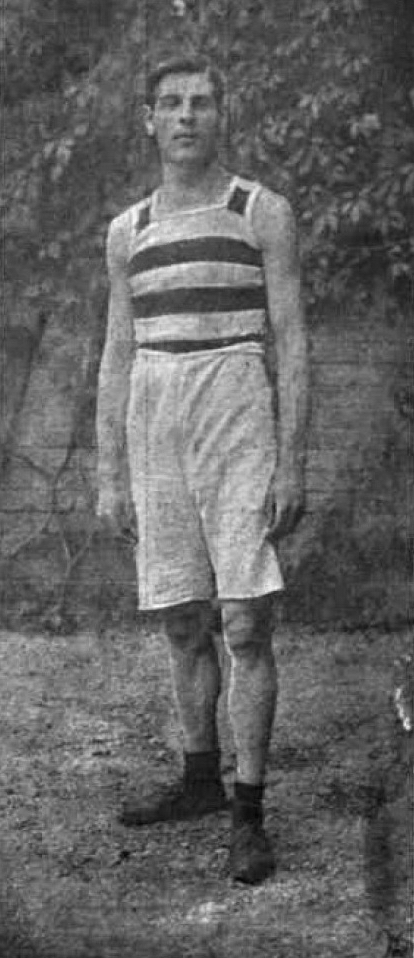

슈베르트 에르뇌(영어: Ernő Schubert, 1881년 6월 4일 ~ 1931년 2월 10일)는 헝가리의 육상 선수로 1900년 하계 올림픽에 참가했다.
그는 60m, 100m, 200m에 참가했으나 전종목에서 예선탈락했다. 멀리뛰기에서는 6.050m를 뛰어서 9위를 기록했다.